# François Desnoyer
 (juin 2012).
François Desnoyer, né à Montauban (Tarn-et-Garonne) le 30 septembre 1894, et mort le 21 juillet 1972 à Perpignan (Pyrénées-Orientales), résidant de 1957 à 1972 à Saint-Cyprien (Pyrénées-Orientales) le 21 juillet 1972, est un peintre, sculpteur, et lithographe français.

## Biographie
François Desnoyer naît à Montauban le 13 septembre 1894, de parents issus d'un milieu modeste. Son père est un ancien maître d’armes. De cette enfance, de ses frères et de sa famille, nous savons peu de choses. Desnoyer a bien commencé, à la fin de sa vie, d’écrire sa biographie. Mais la mort l’emporta au bout de quelques pages seulement. C’est sa femme Souza (1901-1988) qui reprit la tâche, mais avec tous les risques de manques et de distorsions liés à cette entreprise. Desnoyer semble clairement avoir été très attaché à ses grands-parents. Son grand-père surtout, qui crut en son désir de peindre et le présenta à Antoine Bourdelle, montalbanais lui aussi, qui le prit rapidement sous son aile. Contre l’avis de son père, ayant cédé devant le patronage du maître, Desnoyer s’installe à Paris en 1912
Commence pour lui la période dite du « dictionnaire ». Il cherche à apprendre, des techniques surtout, par tous les moyens disponibles. Il est mobilisé au début de la Première Guerre mondiale. Il connaît la véritable horreur de la guerre[style à revoir] et doit, par exemple, graver au burin les noms de ses camarades tombés sous les balles et les obus. Blessé sérieusement en 1917, il obtient le grade de sergent. Il dessine durant les longues attentes, pour ne pas céder au désespoir. De cette époque est restée la série de dessins envoyés à sa grand-mère, où sont représentés ses amis soldats, jamais en action, toujours pris dans leur humanité mise à rude épreuve. Il est fait prisonnier au début de l'année 1918, alors que sa mère meurt. La guerre terminée, il retourne à Montauban où il retrouve ses amis Lucien Pierre Cadène, Marcel-Lenoir, Lucien Andrieu et Hubert Bergère, parmi d'autres, tous aussi passionnée par l'art et la peinture.
"Heureusement j'y retrouvais quelque vieux amis, qui , eux aussi, avaient le virus la peinture. Etrange Académie, autour de marcel-lenoir, dictateur barbu à figure de prophète: mon ami Cadène, qui avait perdu une jambe à la guerre, et qui brandissait son pilon quand on le mettait en colère: Bergère, seul habillait en 'artiste', ........ enfin moi, avec ma crinière flamboyante."
Il revient à Paris en 1920 pour entrer aux Arts décoratifs, dont il avait manqué le concours d’entrée une première fois. Il expose alors au Salon des jeunes puis au Salon des indépendants (1921-1922), au Salon d'automne (1925), au Salon des Tuileries (1925) et à la Société nationale des beaux-arts. En 1924, il expose une première série de lithographies en couleurs, La Place nationale de Montauban.
Essayant de devenir professeur, il ne peut obtenir que des postes en banlieue parisienne : Champigny, Nogent-sur-Marne, Vitry-sur-Seine principalement. Il deviendra finalement professeur aux Arts décoratifs en 1938, tout près de l’atelier qu’il possède rue Tournefort depuis 1922. Durant ces moments, Desnoyer est surtout soutenu dans son entreprise personnelle par ses collectionneurs, dont Charles Malpel fait partie, qui le confortera dans sa recherche de la couleur. Durant les années 1930, il mène une double carrière de professeur et d’artiste. Il n’expose que peu de fois, mais est très actif dans ses envois d’œuvres pour figurer dans les salons. Il s’oblige chaque jour à peindre et dessiner.
En 1932, Desnoyer rencontre celle qui deviendra sa seconde épouse, Souza (1901-1988). Il voyage alors avec elle en Tchécoslovaquie d’où elle est originaire, et produit nombre de portraits et de paysages locaux, notamment à l’institut Bakulé. Les peintures de cette époque sont encore très précises et empreintes de l’influence de Gauguin, et plus largement des peintres fauvistes, notamment dans ses nus de dos. Mais le véritable tournant est l’année 1934, quand Desnoyer participe au Salon des indépendants, aux côtés de Robert Lotiron, Édouard Goerg et surtout Marcel Gromaire. Tous trois deviendront ses amis et influences pour longtemps, et avec lesquels il passe du temps. C’est de ce type de fréquentations quotidiennes que sont nées les inflexions de son œuvre : par la force de la proximité et de la discussion. Du fauvisme et de son traitement de la couleur, il retient par exemple bien plus les influences de son ami Albert Marquet avec qui il a partagé l’atelier, que les canoniques toiles de Matisse, qu’il n’a rencontré semble-t-il qu’une fois et avec qui il n’a pas échangé. De même pour les constructions rigoureuses, qu’il retient de Gromaire ou d'André Lhote, bien plus que des cubistes orthodoxes. En 1940, il séjourne chez Marcelle et Albert Marquet, devenus ses proches. Dans l’atelier du fauve, il travaille à L’Escale 1940 alors que Marquet peint son portrait et le lui offre. Lorsque la Seconde Guerre mondiale éclate, Desnoyer reste à Paris et doit à regret quitter Marquet parti pour l'Algérie. Il est alors mobilisé pour la seconde fois : il a 46 ans. Il rentre au bout de quelques mois et soutient de chez lui la résistance parisienne. Il rencontre des résistants, dont Jean Bouret, qui deviendront ses amis. Durant la guerre, il peint le portrait de Deborah Lifchitz, réfugiée chez Michel Leiris, tableau dont il fera don au musée de Tel-Aviv, en mémoire de cette ethnographe déportée. Il abrite dans son atelier une maison d’édition clandestine, tout en continuant ses activités de professeur et d’artiste. Au sortir de la guerre, lorsque le musée d’art moderne de la ville de Paris rouvre, une salle est dédiée à Desnoyer, entre Marc Chagall et Gromaire. 
Au sortir de la Seconde Guerre mondiale, Desnoyer s’installe à Sète à l’invitation de Jean Vilar. C’est cette ville qu’il choisira rapidement pour y passer ses étés, puis pour y vivre toute l’année. Mais Desnoyer voyage encore beaucoup, comme en 1948 où Marcelle Marquet l’invite en Algérie dans l’atelier de son défunt mari. Une série de toiles orientalistes naîtra de ce voyage, comme de tous ceux entrepris par Desnoyer. Devenu ami de Camille Descossy à Montpellier, il découvre le premier festival de Prades, en 1950. Il découvre en même temps la Catalogne et ses artistes : Marcel Gili et Henri Frère en premier. C’est grâce aux artistes vivant près de Perpignan (Germain Bonel par exemple) que Desnoyer rencontra Jean Olibo, alors maire de Saint-Cyprien, qui le convaincra plus tard de créer une fondation dans sa ville. 

En 1952, Desnoyer participe à la Biennale de Venise avec Fernand Léger et Raoul Dufy, le Havrais devenu son ami. Dix ans plus tard, la Fondation Desnoyer voit le jour à Saint-Cyprien, qui accueille régulièrement des artistes en résidence et des expositions d’art contemporain. Le dernier grand voyage de Desnoyer l’emmènera en Asie, au Japon, à Hong Kong et en Inde, où il expose et peint, ayant alors acquis une notoriété internationale. Dans un discours à Tokyo, il énonce sa vision de l’art : 
« Pour moi, il y a deux sortes de peintures : la bonne et la mauvaise. Et je pense que toute peinture est à la fois figurative et abstraite, puisqu’elle est la manifestation d’un tempérament. »
Desnoyer perd ses amis George Besson, Marcel Gromaire et Jean Vilar en 1971. Il meurt l’année suivante, à Saint-Cyprien (Pyrénées-Orientales), la veille de l’ouverture de son exposition de copies. 
Il est inhumé dans le cimetière de Montauban à côté des amis peintres, Lucien Pierre Cadène, Hubert Bergère, et Lucien Andrieu. 
Desnoyer a donné la plus grande partie de sa collection d’art moderne ainsi que ses archives personnelles à la ville de Saint-Cyprien. Celle-ci perpétua la fondation Desnoyer, devenue en 2005 « Collection Desnoyer » organisant des expositions temporaires d’art moderne, et faisant vivre l’œuvre et le souvenir de l’artiste.

## Œuvre
La production de Desnoyer comprend des huiles sur toile, des sculptures, des cartons de tapisserie, de la céramique, des pointes sèches et des lithographies, ainsi que de nombreux dessins.

### Illustrations d'ouvrages
- Paul Lorenz, La Seconde Eurydice, frontispice d'Antoine Bourdelle et lithographie de François Desnoyer, Éditions des Quatre vents, 1945.
- Dies irae, six planches, Paris, Raoul Mortier, 1947.
- Jean Thuile, Cimetière marin : commémoration, frontispice gravé par Théo Schmied, Paris, A. Blaizot, 1948.
- Jean de La Fontaine, Vingt Fables, Jaspard Polus, 1960.
- Robert Mesuret, Toulouse et le Haut-Languedoc, couverture, Grenoble, Arthaud, 1961.
- Gaston Baissette, L'Etang de l'or, 14 lithographies originales de François Desnoyer. Tirage à seulement 125 ex., Paris, Société Normande des amis du livre, 1965.

## Élèves
- François Baron-Renouard
- René Genis, aux Arts décoratifs
- Jean Labellie
- Jean Messagier
- Yvonne Mottet
- Pierre Bastin